# Séisme de 2025 au Kamtchatka
 (29 juillet 2025).
Le séisme de 2025 au Kamtchatka est un tremblement de terre de magnitude 8,8 Mw survenu le 29 juillet 2025 à 23 h 24 UTC (11 h 24, le 30 juillet, heure du Kamtchatka) sur la côte Pacifique de la Russie, avec un foyer situé à un peu plus de 35 km de profondeur. C'est le plus fort séisme enregistré depuis celui de 2011 sur la côte Pacifique du Tōhoku au Japon, et l'un des dix plus puissants au monde depuis 1900.
Des alertes tsunami sont déclenchées pour la majorité des pays côtiers de l'océan Pacifique. Malgré certains dégâts dans le sud du Kamtchatka, ni le séisme, ni le tsunami ne font de victimes. Au Japon, une femme meurt accidentellement lors des procédures d'évacuation.

## Contexte sismotectonique
Le séisme se produit au large de la côte orientale de la péninsule du Kamtchatka, parallèle à la fosse des Kouriles, zone de convergence des plaques Pacifique et d'Okhotsk. Plus ancienne et donc plus dense, la plaque Pacifique entre en subduction sous la péninsule du Kamtchatka, elle-même située sur la plaque d'Okhotsk. La zone de subduction engendre de nombreux séismes qui provoquent occasionnellement des tsunamis. Cette région est également marquée par des mégaséismes, comme celui de 1952, qui est, avec une magnitude 9,0, le cinquième plus important jamais enregistré dans le monde.

## Séisme

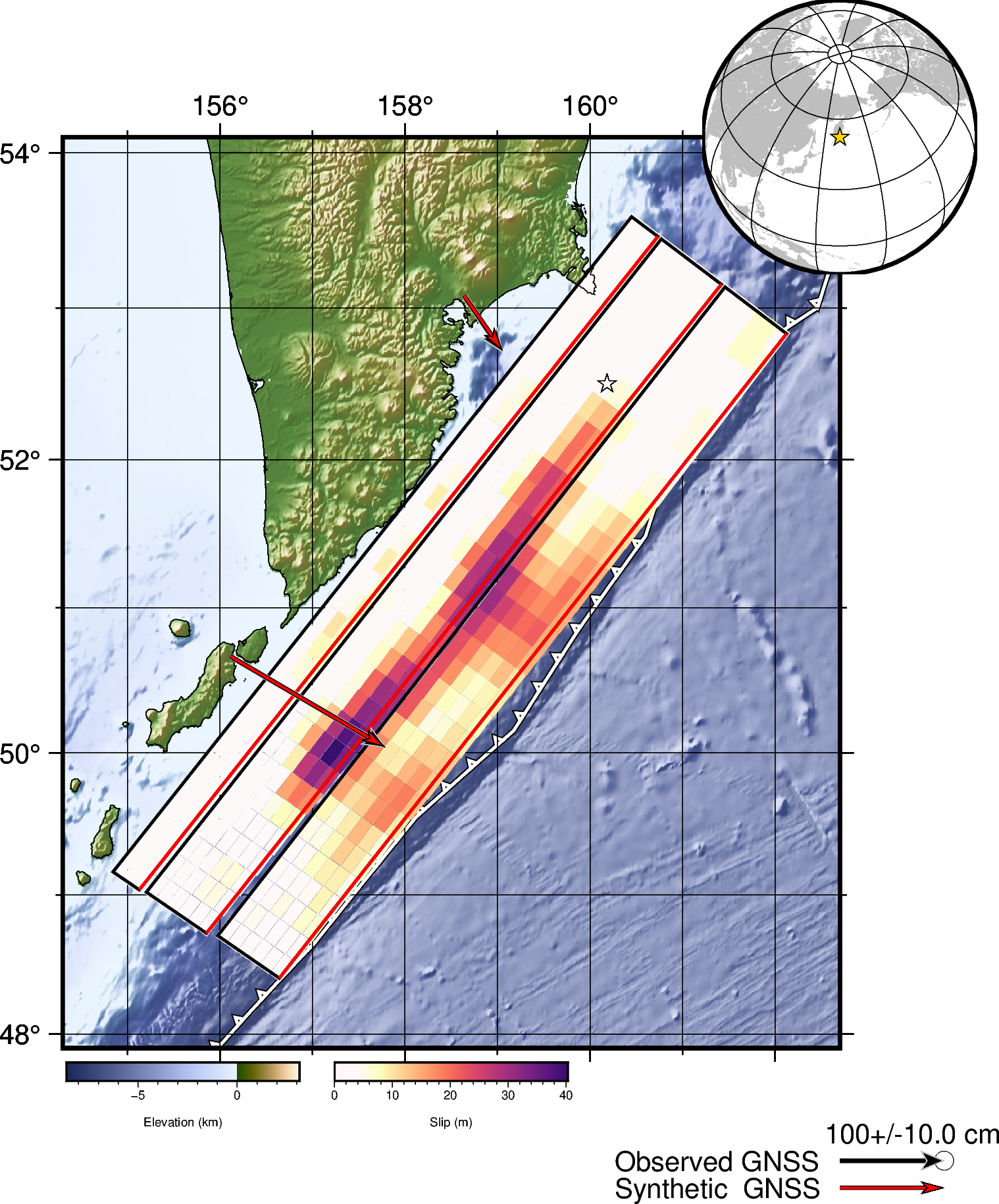
Modélisation du glissement le long de la faille (USGS).

La secousse principale s'est produite le 29 juillet à 23 h 24 min 52 s UTC, soit le 30 juillet à 11 h 24 min 52 s heure locale, avec une magnitude de 8,8 Mw selon l'Institut d'études géologiques des États-Unis (USGS). Son épicentre se trouve au large de la côte Pacifique de la péninsule du Kamtchatka, à environ 136 km à l'est-sud-est de Petropavlovsk-Kamtchatski, tandis que le foyer est estimé à une profondeur de 35 ± 1,8 km. Dans un premier temps, l'Institut national de géophysique et de volcanologie d'Italie estimait une magnitude de 8,4 Mw et une profondeur de 2 kilomètres, tandis que Geoscience Australia (en) estimait une magnitude de 8,6 Mw pour une profondeur du foyer à 25 km. Le réseau Geoscope estime la durée de la rupture à 180 secondes, tandis que l'USGS estime celle-ci à 240 secondes.
Le séisme est dû au glissement d'une faille inverse peu profonde à l'interface de la zone de subduction. L'étendue de la zone activée sur le plan de glissement est estimée à 390 kilomètres de long par 140 kilomètres de hauteur. Selon l'USGS, qui note que « l'événement est identifié comme le choc principal potentiel d'une séquence sismique », la secousse de magnitude 8,8 fait partie d'une suite préliminaire de tremblements de terre de magnitude 5 ou supérieure, dont un séisme de magnitude 7,4 le 20 juillet 2025, se produisant à environ 60 kilomètres au sud-ouest de l'épicentre du 29 juillet et trois séismes de magnitude 6,6. De plus, depuis le 30 juillet, au moins 24 répliques de magnitude supérieure à 5,0 et deux répliques de magnitude 6,9 et 6,3 ont été enregistrées.
Le plan de faille le plus probable du mécanisme au foyer est calculé selon un azimut, pendage, rake de 232°, 19°, 116°, respectivement, par l'observatoire Géoscope de l'IPGP : il s'agit donc d'un mouvement inverse comprenant une composante dextre, sur une faille au pendage de 19°. L'azimut de la faille orientée sud-ouest/nord-est, est de 232°.

## Tsunami

### Russie

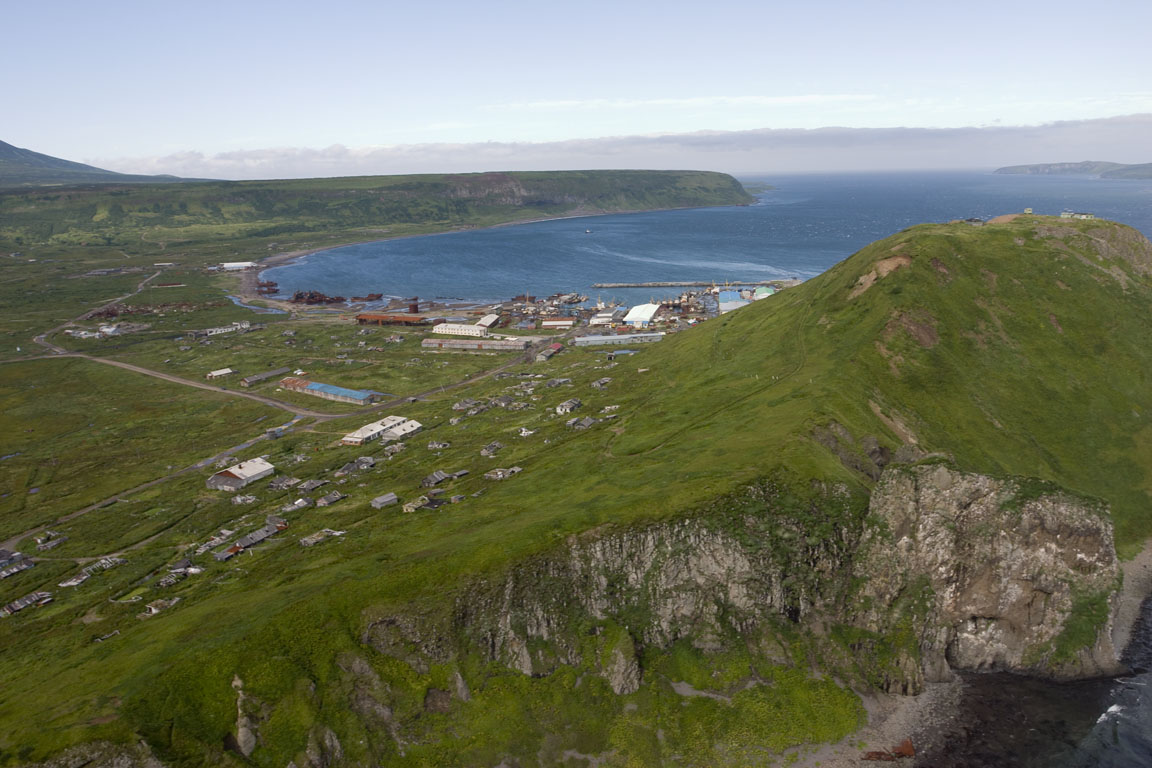
Vue du port de Severo-Kourilsk.

Des vagues de tsunami de 3 à 4 mètres de haut sont observées le long de la côte est du Kamchatka. La base navale de Vilioutchinsk est endommagée avec une section de la jetée qui semble s'être détachée de son amarrage.
La ville portuaire de Severo-Kourilsk, située dans les îles Kouriles, est inondée par les vagues et des structures sont emportées, notamment une usine de conserves de poisson,. Les vagues pénètrent jusqu'à 200 m à l'intérieur des terres. La ville avait déjà été fortement endommagée par un tsunami en 1952, ce qui avait incité les autorités à la reconstruire sur un terrain plus élevé, ne laissant que le port exposé au risque.

### Alertes au tsunami sur les côtes du Pacifique
L'Agence météorologique japonaise émet une alerte au tsunami pour les côtes d'Hokkaido et de Honshū. Des avis sont également émis pour Shikoku et Kyūshū,. L'agence déclare que des vagues de 3 mètres devraient atteindre la côte et appelle à l'évacuation volontaire des zones susceptibles d'être touchées. Le Centre d'alerte des tsunamis dans le Pacifique met en garde contre des « vagues de tsunami dangereuses » le long des côtes de la Russie et du Japon. Des alertes au tsunami sont émises pour certaines parties de l'Alaska et d'Hawaï, tandis que Guam est sous alerte. Le Centre d'alerte aux tsunamis dans le Pacifique, Information d'urgence de la Colombie-Britannique et d'autres organismes émettent un avis de tsunami pour la Colombie-Britannique et la côte Pacifique, ainsi que des courants avec, potentiellement, de fortes vagues,. L'Agence de météorologie, climatologie et géophysique d'Indonésie émet de son côté une alerte au tsunami pour certaines parties de la Papouasie, des Moluques du Nord et de Gorontalo. Toute la côte ouest des États-Unis est placée sous alerte au tsunami, de même que certaines parties des îles Aléoutiennes de l'Alaska. En Polynésie française, le Haut-commissariat de la République émet une alerte tsunami pour des hauteurs de submersion inférieures à 1 m, excepté aux Marquises, plus exposées, où les hauteurs sont annoncées initialement jusqu'à 2 m puis dans un deuxième temps jusqu'à 4 m. Finalement, la hauteur maximale enregistrée est de 1,5 m et aucune victime n'est à déplorer.

## Éruptions volcaniques
À la suite du séisme, le Klioutchevskoï, volcan le plus haut d'Eurasie et déjà en éruption depuis le 8 avril, entre dans une nouvelle phase éruptive quelques heures après la secousse principale, sans pour autant que le lien ne soit formellement établi entre ces deux évènements géologiques, le volcan étant situé à environ 400 kilomètres au nord de l'épicentre.
Quelques jours plus tard, le 3 août, le Kracheninnikov, situé dans la partie orientale du Kamtchatka à environ 250 kilomètres au nord de l'épicentre, entre en éruption, pour la première fois depuis 1550. L'Institut de volcanologie et de sismologie de l'Académie des sciences de Russie estime qu'il y a un lien direct entre le séisme et l'éruption du Kracheninnikov. L'institut indique également qu'il y a au total 7 volcans actifs dans la péninsule à la suite du séisme, ce qui n'a jamais été observé l'existence des réseaux de surveillance. À la suite du mégaséisme de 1737, le même phénomène avait été observé : la plupart des volcans du sud de la péninsule était entrée en éruption.

## Dégâts engendrés

### Pertes économiques
Selon les données disponibles, ce séisme a causé des dégâts matériels significatifs. Les pertes économiques ne sont pas encore précisément évaluées. Six villes ont été les plus exposées au séisme : Petropavlovsk-Kamchatski (187 000 habitants environ), Severo-Kourilsk (2 000 habitants), Paratounka (2 000 habitants), Vilioutchinsk (25 000 habitants), Ielizovo (41 000 habitants) et Ozernovskiy (3 000 habitants). Des dégâts sur les infrastructures, des coupures d'électricité et des pannes du réseau téléphoniques sont signalés à Petropavlovsk-Kamtchatski. La façade d'une école maternelle s'est partiellement effondrée ; des fissures sont apparues sur les murs de plusieurs bâtiments des services médicaux et sociaux de la ville. Environ 900 maisons ont été inspectées par les services de secours, dont 55 jugées endommagées.
Dans l'oblast de Sakhaline, les conduits de cheminée et de ventilation de certains bâtiments sont endommagés. Le réseau électrique est endommagé par le séisme, provoquant des coupures de courant.
Dans la ville de Severo-Kurilsk, dans les îles Kouriles, le séisme endommage les 106 immeubles d'habitation, les équipements sociaux et les bâtiments publics, et détruit plus de 90 % des cheminées. Le port de la ville est inondé par le tsunami, balayant toutes les structures qui s'y trouvent.
Les autorités déclarent l'état d'urgence dans les districts de Severo-Kurilsky et de Petropavlovsk-Kamchatsky. Environ 2 700 personnes sont évacuées. À Vilioutchinsk, les critiques, notamment celles du gouverneur du kraï du Kamtchatka, Vladimir Solodov, concernant la réponse des autorités locales à la catastrophe conduisent à la démission du maire de la ville, Igor Golovtchak, le 5 août. Le porte-parole du Kremlin, Dmitri Peskov, attribue l'absence de victimes et de dégâts importants à la solidité des constructions et à la préparation des habitants.

### Dégâts sur des infrastructures militaires
Les images satellites montrent que la base navale de Vilioutchinsk de sous-marins nucléaires russes située dans la baie d'Avatcha, déjà concernée par des difficultés techniques, économiques et organisationnelles pour le démantèlement d'anciens sous-marins nucléaires, présentée comme peu sûre et comme source possible de catastrophe environnementale, a été endommagée par le tsunami, mais aucun dégât sur un sous-marin n'est signalé,. Selon les images radar à synthèse d’ouverture (SAR) fournies par Umbra Space et publiées par The Telegraph et le New York Times, il est possible d'observer une torsion et un soulèvement partiel d’un des quais mobiles, vraisemblablement arraché de ses amarres, sans anomalie visible sur les coques des submersibles présents dans la zone. Des experts du Royal United Services Institute (RUSI) estiment que ces dégâts, limités aux infrastructures portuaires, ne compromettent pas immédiatement la disponibilité opérationnelle des SNLE, mais qu'ils pourraient retarder le ravitaillement et la maintenance des unités en cours d’entretien. Par ailleurs, Defence Security Asia signale que des infrastructures du centre de réparation des sous-marins ont subi des contraintes hydrauliques susceptibles d’affecter leurs raccordements électriques à quai, bien que le ministère russe de la Défense ait démenti tout dommage structurel critique, invoquant la conception parasismique des ouvrages militaires.

## Victimes
En Russie, dans la péninsule du Kamtchatka, au moins quatre personnes sont blessées mais aucune gravement, et aucun mort n'est à déplorer. Les blessures rapportées sont le fait de personnes qui évacuaient des bâtiments, notamment un patient hospitalisé qui a sauté par une fenêtre. Le plafond d'un terminal de l'aéroport d'Elizovo s'effondre en blessant une femme. Les services d'urgence constatent une augmentation des appels provenant de Petropavlovsk-Kamtchatski pour des problèmes d'hypertension, d'arythmie cardiaque et d'épilepsie.
Au Japon, 21 personnes ont été blessées ou ont fait des malaises liées à la chaleur lors de l'évacuation alors que les températures atteignent par endroit 40 °C. À Kumano, dans la préfecture de Mie, une femme de 58 ans décède après que sa voiture ait basculé dans un ravin pendant qu'elle la déplaçait vers un site plus en hauteur,.